# Хелмут Нидермайр
Хелмут Ниедермайер (на германски Helmut Niedermayr) е бивш пилот от Формула 1.
Роден на 29 ноември 1915 година в Мюнхен, Германия.

## Формула 1
Хелмут Ниедермайер прави своя дебют във Формула 1 в голямата награда на Германия през 1952 година. В световния шампионат записва 1 състезания, като не успява да спечели точки. Състезава се с частен АФМ.